# James Graves
James Todd Graves (* 27. März 1963 in Ruston) ist ein ehemaliger US-amerikanischer Sportschütze.

## Erfolge
James Graves nahm an vier Olympischen Spielen teil. Bei den Olympischen Spielen 1992 in Barcelona belegte er im Trap – das einzige Mal, dass er in dieser Disziplin bei Olympischen Spielen startete – den 29. Platz. Im Skeet schloss er den Wettkampf auf dem elften Rang ab. Vier Jahre darauf erreichte er in Atlanta Rang 15. 2000 in Sydney qualifizierte er sich mit 123 Punkte für das Finale, in dem er weitere 24 Punkte erzielte. Mit insgesamt 147 Punkten belegte er hinter Mykola Miltschew und Petr Málek den dritten Rang, sodass er die Bronzemedaille gewann. Die Spiele 2004 beendete er in Athen als Achter.
Nachdem Graves mit der Skeet-Mannschaft 1993 in Barcelona zunächst bei den Weltmeisterschaften Bronze gewonnen hatte, sicherte er sich mit ihr 1997 in Lima den Titel. Im Jahr darauf, wieder in Barcelona, folgte im Einzelwettbewerb im Skeet eine weitere Bronzemedaille, während er mit der Trap-Mannschaft den zweiten Platz belegte. Es folgten weitere Medaillengewinne im Skeet: 2002 in Lahti und 2005 in Lonato del Garda wurde er mit der Mannschaft Vizeweltmeister und gewann mit ihr 2007 in Nikosia Bronze, im Einzel belegte er 2005 wie schon 1998 den dritten Platz. 2001 wurde Graves US-amerikanischer Einzelmeister im Skeet. Bei den Panamerikanischen Spielen 2007 in Rio de Janeiro gewann Graves hinter Vincent Hancock im Skeet die Silbermedaille.
Graves war als Sergeant First Class Mitglied der Scharfschützeneinheit, der er bereits kurz nach seinem Eintritt in die US Army im Jahr 1984 zugeteilt wurde. Nach seiner aktiven Karriere wurde er 2012 Nationaltrainer der US-amerikanischen Mannschaft. Er ist verheiratet und hat zwei Kinder.